# Kurarua rubida
Kurarua rubida is een keversoort uit de familie van de boktorren (Cerambycidae). De wetenschappelijke naam van de soort werd voor het eerst geldig gepubliceerd in 1970 door Gressitt & Rondon.